# Tindersticks
Tindersticks is een Britse popgroep die in 1991 werd opgericht. Kenmerkend voor de muziek zijn de literaire, vaak mompelend voorgedragen teksten en de melancholische muziek. Het merendeel van de nummers is geschreven in driekwartsmaat.
Op albums doet telkens een groot aantal muzikanten mee, maar de kern van de groep bestaat uit Stuart Staples (zang), keyboardspeler David Boulter, gitarist Neil Fraser, bassist Dan McKinna en drummer Earl Harvin.

## Producties
Het eerste, titelloze, album uit 1993 werd met positieve recensies ontvangen en door het muziekblad Melody Maker verkozen tot album van het jaar. Voor het tweede album werd onder andere samengewerkt met Carla Torgerson van de Walkabouts. Ook dit album kreeg geen titel mee, en net als de voorganger waren de recensies enthousiast. Menig muziekjournalist nam het album op in zijn eindejaarslijst van persoonlijke favorieten.
In 1996 verzorgde de band de muziek bij Claire Denis' film Nenette et Boni. De soundtrack bestond uit oud en nieuw materiaal. Ook bracht de band de single A Marriage Made In Heaven uit, een duet met actrice Isabella Rossellini.
Critici die de band verweten inwisselbare platen te maken, kregen met Simple Pleasure (1999) een ander geluid te horen. De opvolger van Curtains liet een drastische muzikale koerswijziging zien. De stemmige strijkerspartijen verdwenen en er kwam een toegankelijker soulgeluid voor terug. Dit warmere muzikale geluid is ook terug te vinden op platen als Can Our Love... (2001) en Waiting For The Moon (2003).
In 2005 werd onder de naam Working For The Man een verzamelalbum uitgebracht. Van zanger Staples verscheen eveneens in 2005 het soloalbum Lucky Dog Recordings 03-04. Een jaar later volgde Leaving Songs.
In 2007 werd de BBC Sessions-cd van de band uitgebracht, waarop live-versies zijn verzameld die door de jaren heen in de radiostudio's van de BBC zijn opgenomen.
In 2008 verscheen het album The Hungry Saw, waarop onder andere drummer Thomas Belhom als gastmuzikant is te horen. Tindersticks bestaat sindsdien nog uit drie leden: Staples, Boulter en Fraser.
Begin 2010 werd het album Falling down a mountain uitgebracht en in 2012 verscheen The something rain. Beide albums waren internationaal redelijk succesvol. Naar aanleiding van de honderdste gedenkdag van de Eerste Slag om Ieper bracht Tindersticks in 2014 het album Ypres op de markt, een soundtrack die de band twee jaar eerder gecomponeerd had in opdracht van het In Flanders Fields Museum.
In 2016 verscheen het album The Waiting Room, voorafgegaan door de single We Are Dreamers! (2015) met daarop medewerking van Jehnny Beth van Savages. Het twaalfde studioalbum, No treasure but hope, kwam uit in 2019.

## Discografie

### Albums
| Album met eventuele hitnotering(en) in de Nederlandse Album Top 100 | Datum van verschijnen | Datum van binnenkomst | Hoogste positie | Aantal weken | Opmerkingen                 |
| ------------------------------------------------------------------- | --------------------- | --------------------- | --------------- | ------------ | --------------------------- |
| Tindersticks                                                        | 01-10-1993            | -                     |                 |              |                             |
| Tindersticks II                                                     | 03-04-1995            | -                     |                 |              |                             |
| Curtains                                                            | 24-06-1997            | -                     |                 |              |                             |
| Donkeys 92-97                                                       | 1997                  | -                     |                 |              | Verzamelalbum van B-kantjes |
| Simple pleasures                                                    | 1999                  | -                     |                 |              |                             |
| Can our love...                                                     | 21-05-2001            | -                     |                 |              |                             |
| Waiting for the moon                                                | 17-06-2003            | 21-06-2003            | 89              | 2            |                             |
| Working for the man                                                 | 2005                  | -                     |                 |              | Verzamelalbum               |
| BBC sessions                                                        | 2007                  | -                     |                 |              | Verzamelalbum               |
| The hungry saw                                                      | 25-04-2008            | 03-05-2008            | 44              | 3            |                             |
| Falling down a mountain                                             | 22-01-2010            | 30-01-2010            | 55              | 2            |                             |
| The something rain                                                  | 17-02-2012            | 25-02-2012            | 25              | 5            |                             |
| Across six leap years                                               | 11-10-2013            | 19-10-2013            | 50              | 2            |                             |
| The waiting room                                                    | 22-01-2016            | 30-01-2016            | 24              | 5            |                             |
| No treasure but hope                                                | 15-11-2019            | 23-11-2019            | 99              | 1            |                             |

| Album met hitnotering(en) in de Vlaamse Ultratop 200 albums | Datum van verschijnen | Datum van binnenkomst | Hoogste positie | Aantal weken | Opmerkingen |
| ----------------------------------------------------------- | --------------------- | --------------------- | --------------- | ------------ | ----------- |
| Tindersticks                                                | 1993                  | 29-04-1995            | 41              | 1            |             |
| Curtains                                                    | 1997                  | 28-06-1997            | 26              | 2            |             |
| Simple pleasures                                            | 1999                  | 18-09-1999            | 37              | 3            |             |
| Waiting for the moon                                        | 2003                  | 28-06-2003            | 32              | 1            |             |
| The hungry saw                                              | 2008                  | 03-05-2008            | 14              | 7            |             |
| Falling down a mountain                                     | 2010                  | 30-01-2010            | 21              | 8            |             |
| The something rain                                          | 2012                  | 25-02-2012            | 21              | 11           |             |
| Across six leap years                                       | 2013                  | 19-10-2013            | 26              | 12           |             |
| Ypres                                                       | 2014                  | 01-11-2014            | 85              | 6            |             |
| The waiting room                                            | 2016                  | 30-01-2016            | 13              | 14           |             |
| No treasure but hope                                        | 2019                  | 23-11-2019            | 39              | 4            |             |

### Singles
| Single met hitnotering(en) in de Vlaamse Ultratop 50 | Datum van verschijnen | Datum van binnenkomst | Hoogste positie | Aantal weken | Opmerkingen |
| ---------------------------------------------------- | --------------------- | --------------------- | --------------- | ------------ | ----------- |
| Slippin' shoes                                       | 12-12-2011            | 25-02-2012            | tip88           | -            |             |
| The amputees                                         | 06-09-2019            | 21-09-2019            | tip             | -            |             |